# Torneo de la División I de Baloncesto Masculino de la NCAA de 1939
El Torneo de la División I de Baloncesto Masculino de la NCAA de 1939 fue el primero que se celebró para determinar el Campeón de la División I de la NCAA, aunque fue organizado por la Asociación Nacional de Entrenadores de Baloncesto. Llegaron 8 equipos a la fase final, disputándose el partido por el campeonato en la cancha de la Universidad Northwestern en Evanston, Illinois.
Los ganadores fueron el equipo de la Universidad de Oregón, que derrotaron en la final a la Universidad Estatal de Ohio.

## Equipos
| East Regional - Filadelfia | East Regional - Filadelfia | East Regional - Filadelfia | East Regional - Filadelfia |
| Universidad                | Entrenador                 | Conferencia                | Record                     |
| -------------------------- | -------------------------- | -------------------------- | -------------------------- |
| Brown                      | Eck Allen                  | Independiente              | 16-3                       |
| Ohio State                 | Harold Olsen               | Big Ten                    | 14-6                       |
| Villanova                  | Alex Severance             | Independiente              | 19-4                       |
| Wake Forest                | Murray Greason             | Southern                   | 18-5                       |

| West Regional - San Francisco | West Regional - San Francisco | West Regional - San Francisco | West Regional - San Francisco |
| Universidad                   | Entrenador                    | Conferencia                   | Record                        |
| ----------------------------- | ----------------------------- | ----------------------------- | ----------------------------- |
| Oklahoma                      | Bruce Drake                   | Big Six                       | 11-8                          |
| Oregon                        | Howard Hobson                 | Pacific Coast                 | 26-5                          |
| Texas                         | Jack Gray                     | Southwest                     | 19-4                          |
| Utah State                    | Dick Romney                   | Mountain States               | 16-6                          |

## Fase final
|  | Cuartos de final | Cuartos de final | Cuartos de final |            |           | Semifinales | Semifinales | Semifinales |    |  | Final | Final | Final |  |
|  |                  |                  |                  |            |           |             |             |             |    |  |       |       |       |  |
|  |                  |                  |                  |            |           |             |             |             |    |  |       |       |       |  |
|  |                  | Villanova        | 42               |            |           |             |             |             |    |  |       |       |       |  |
|  |                  |                  |                  |            |           |             |             |             |    |  |       |       |       |  |
|  |                  | Brown            | 30               |            |           |             |             |             |    |  |       |       |       |  |
|  |                  | Brown            | 30               |            | Villanova | 36          |             |             |    |  |       |       |       |  |
|  |                  |                  |                  |            | Villanova | 36          |             |             |    |  |       |       |       |  |
|  |                  |                  |                  | Ohio State | 53        |             |             |             |    |  |       |       |       |  |
|  |                  | Ohio State       | 64               | Ohio State | 53        |             |             |             |    |  |       |       |       |  |
|  |                  |                  |                  |            |           |             |             |             |    |  |       |       |       |  |
|  |                  | Wake Forest      | 52               |            |           |             |             |             |    |  |       |       |       |  |
|  |                  |                  |                  |            |           |             |             | Ohio State  | 33 |  |       |       |       |  |
|  |                  |                  |                  |            |           |             |             |             | 33 |  |       |       |       |  |
|  |                  |                  |                  | Oregon     | 46        |             |             |             |    |  |       |       |       |  |
|  |                  | Oregon           | 56               | Oregon     | 46        |             |             |             |    |  |       |       |       |  |
|  |                  |                  |                  |            |           |             |             |             |    |  |       |       |       |  |
|  |                  | Texas            | 41               |            |           |             |             |             |    |  |       |       |       |  |
|  |                  | Texas            | 41               |            | Oregon    | 55          |             |             |    |  |       |       |       |  |
|  |                  |                  |                  |            | Oregon    | 55          |             |             |    |  |       |       |       |  |
|  |                  |                  |                  | Oklahoma   | 37        |             |             |             |    |  |       |       |       |  |
|  |                  | Utah State       | 39               | Oklahoma   | 37        |             |             |             |    |  |       |       |       |  |
|  |                  |                  |                  |            |           |             |             |             |    |  |       |       |       |  |
|  |                  | Oklahoma         | 50               |            |           |             |             |             |    |  |       |       |       |  |
|  |                  |                  |                  |            |           |             |             |             |    |  |       |       |       |  |
|  |                  |                  |                  |            |           |             |             |             |    |  |       |       |       |  |

### Semifinales
| 18 de marzo de 1939 | Villanova Wildcats          | 36–53       | Ohio State Buckeyes        |                                                 |  |
|                     | Parciales: 10-25, 26-28     |             |                            |                                                 |  |
|                     | Estadísticas Paul Nugent 16 | Reporte Pts | Estadísticas 28 Jimmy Hull | Pabellón: The Palestra, Filadelfia, Pensilvania |  |

| 21 de marzo de 1939 | Oregon Ducks              | 55–37       | Oklahoma Sooners             |                                                          |  |
|                     | Parciales: 21-14, 34-23   |             |                              |                                                          |  |
|                     | Estadísticas John Dick 14 | Reporte Pts | Estadísticas 12 Jimmy McNatt | Pabellón: California Coliseum, San Francisco, California |  |

### Final
| 23 de marzo de 1939 | Oregon Ducks              | 46–33       | Ohio State Buckeyes        | |  |
|                     | Parciales: 21-16, 25-17   |             |                            | |  |
|                     | Estadísticas John Dick 13 | Reporte Pts | Estadísticas 12 Jimmy Hull | Pabellón: Patten Gymnasium, Evanston, Illinois Asistencia: 5.500 espectadores Árbitros: Lyle Clarno, John Getchell |  |

| Campeón de la NCAA 1939  |
| ------------------------ |
| Oregon Ducks 1.er título |